# Doutsila
Doutsila ist ein Departement in der Provinz Nyanga in Gabun und liegt im Süden des Landes. Das Departement hatte 2013 etwa 4600 Einwohner.

## Gliederung
- Mabanda